# 永田亮子
永田 亮子（ながた りょうこ、1975年2月23日 - ）は、日本の女性声優、ナレーター。岐阜県出身。アトミックモンキー所属。

## 略歴
筑波大学人文・文化学群日本語日本文化学類卒業後、在学中から始めた演劇を続けたいと考えて木野花ドラマスタジオ6期として入所。
斯波重治と出会い、同時に職業としての声優を知った。
以前はビーボに所属していた。

## 人物
声優業の傍ら、BS日テレの『Kidsビーンズ』に顔出し出演したり、全国各地で朗読を行ったりしている。
趣味は能、伝統芸能、読書。

## 出演
太字はメインキャラクター。

### テレビアニメ
1998年
- EAT-MAN'98（ナオミ）
- サイレントメビウス（ローザ・シャイアン〈少女時〉）
- SHADOW SKILL -影技-（少年時代のガウ、少年、女性ヴァールA 他）
- 南海奇皇（安藤裕美）
- よいこ（江角風花）

1999年
- エデンズボゥイ（管制官）
- パワーストーン（ルージュ、ガンロックの子）
- 魔装機神サイバスター（尾崎ナナセ、安藤サユリ）

2000年
- ドキドキ♡伝説 魔法陣グルグル（ミルカ、ウサギ団員、人形、女の子）
- ルパン三世 1$マネーウォーズ

2001年
- ゴーゴー五つ子ら・ん・ど（くるみ先生）
- ジーンシャフト（リン、エマ、研究者B）
- 魔法戦士リウイ（ジョアン）

2002年
- あずまんが大王（かおりん母、石原動物病院看護婦、女子生徒 他）
- おジャ魔女どれみドッカ〜ン!（飼育係の魔女、木根ひろこ）
- おじゃる丸（2002年 - 2008年、清水 他） - 4シリーズ
- キディ・グレイド（エクレール）
- ヒートガイジェイ（シンシア）

2003年
- ギャラクシーエンジェル（第3期）（総一郎）
- マーメイドメロディーぴちぴちピッチ（2003年 - 2004年、ノエル） - 2シリーズ
- LAST EXILE（ウィナ・ライトニング）

2004年
- うた∽かた（日向路子）
- 光と水のダフネ（面接官B）
- 妄想代理人

2006年
- 涼宮ハルヒの憂鬱（中西貴子）
- SoltyRei（ジェレミー・コルベール）
- BLACK BLOOD BROTHERS（葛城ミミコ）
- RED GARDEN（エマ）

2008年
- スティッチ!（川崎先生）

2009年
- キディ・ガーランド（エクレール）
- スティッチ! 〜いたずらエイリアンの大冒険〜（川崎先生、ジュニア）
- それいけ!アンパンマン（2009年 - 2021年、うめこちゃん〈3代目〉、しおりちゃん〈初代〉）
- 毎日かあさん（麦ちゃん）

2012年
- ラストエグザイル-銀翼のファム-（ウィナ・ライトニング）

2014年
- 妖怪ウォッチ（2014年 - 2023年、キュウビ、ヒキコウモリ、ドンヨリーヌ、ケータの母、キュン太郎、ネタバレリーナ、まーちゃん〈百舌昌子〉、ヒューボ、花子さん、老いらん、たまのこし、マイマイペース、ガッテンマイヤー、キウイニャン、冥土野花子、メカキュウビ、りゅーくん、裏キュン太、トジコウモリ、ハルヒコ、メカブちゃん、メグ、ミキ、かたのり親方、わらえ姉 他） - 3シリーズ

2016年
- エンドライド（浅永真紀子）

2018年
- 妖怪ウォッチ シャドウサイド（オーちゃん、おばさんA）

2020年
- 名探偵コナン（緑川藍子）

### 劇場アニメ
- 夢かける高原 清里の父 ポール・ラッシュ（2002年、茂の母）
- キディ・グレイド 劇場版（2007年、エクレール） - 3部作
- 映画 妖怪ウォッチ 誕生の秘密だニャン!（2014年、ケータの母、キュウビ、老いらん）
- 映画 妖怪ウォッチ エンマ大王と5つの物語だニャン!（2015年、ヒキコウモリ）
- 映画 妖怪ウォッチ 空飛ぶクジラとダブル世界の大冒険だニャン!（2016年、キュウビ）
- 映画 妖怪ウォッチ♪ ケータとオレっちの出会い編だニャン♪ワ、ワタクシも〜♪♪（2021年、ケータの母、ドンヨリーヌ）
- すずめの戸締まり（2022年）

### OVA
- 創世聖紀デヴァダシー（2000年、松戸ナオキ）
- だるまちゃんととらのこちゃん（2000年、とらのこちゃん）

### Webアニメ
- 魔法遊戯（2001年、ケチャップ）

### ゲーム
2001年
- アイシア（プラダ / アゼル）

2003年
- グローランサーIV（レムス）

2004年
- 犬夜叉〜呪詛の仮面〜（枢木かなめ）

2005年
- シャドウハーツ・フロム・ザ・ニューワールド（シャナイア）

2006年
- ファンタシースターユニバース（ピート・GHX-005、リィナ・スカヤ、ミーナ）

2007年
- 召喚少女 〜ElementalGirl Calling〜（ビルギエッタ）
- スーパーロボット大戦OG ORIGINAL GENERATIONS（ラリアー）
- スーパーロボット大戦OG外伝（ラリアー）
- ファンタシースターユニバース イルミナスの野望（リィナ・スカヤ、ミーナ）

2008年
- スーパーロボット大戦Z（ローザ・アフロディア）
- ファンタシースターポータブル（リィナ・スカヤ、ミーナ）

2009年
- ファンタシースターポータブル2（リィナ・リマ）

2011年
- グローランサーIV オーバーリローデッド（レムス）
- 涼宮ハルヒの追想（中西貴子）
- ファンタシースターポータブル2 インフィニティ（リィナ・リマ、ハンターズ女）

2012年
- 第2次スーパーロボット大戦OG（夏喃）

2013年
- 妖怪ウォッチ（ドンヨリーヌ、キュウビ、キュン太郎、ズキュキュン太、つづらチュン太夫 他）

2014年
- 妖怪ウォッチ2 元祖/本家/真打（ドンヨリーヌ、ヒキコウモリ、メカブちゃん、花子さん、ネタバレリーナ 他）

2015年
- 妖怪ウォッチバスターズ 赤猫団/白犬隊（ヒキコウモリ、トジコウモリ、メカブちゃん、かたのり小僧、かたのり親方 他）
- 妖怪ウォッチ ぷにぷに

2016年
- 妖怪三国志（キュウビ荀彧、ドンヨリーヌ呉国太 他）
- 妖怪ウォッチ3 スシ/テンプラ/スキヤキ（あしでまとい、ガッテンマイヤー、カンガエルー、たまのこし、たらいまわし、チクリ魔、ナンデナン、ハーモリー、家ーイ、あしゅら、ケータの母、まーちゃん〈百舌昌子〉 他）

2017年
- 妖怪ウォッチバスターズ2 秘宝伝説バンバラヤー ソード/マグナム（閻魔冥王マカ、ヒュードロイド 他）

2018年
- 妖怪三国志 国盗りウォーズ

2019年
- 妖怪ウォッチ4 ぼくらは同じ空を見上げている / 4++（キュウビ、ヒキコウモリ、ネタバレリーナ、ケータの母 他）
- 妖怪ウォッチ1 for Nintendo Switch（ケータの母、ドンヨリーヌ、キュウビ、犬神、キュン太郎 他）
- モンスターストライク（キュウビ）

2020年
- 妖怪学園Y 〜ワイワイ学園生活〜（ヒキコウモリ、キュウビ）

2021年
- 妖怪ウォッチ1 スマホ（ケータの母、ドンヨリーヌ、キュウビ、犬神、キュン太郎 他）

### ドラマCD
- 赤ちゃんと僕（ひとみ先生〈2代目〉）
- ねこきっさ（クリム）
- ぱにぽに セカンドシーズン Vol.1（麻生真尋）

### 吹き替え

#### 担当俳優
アシュレイ・ティスデイル
- スイート・ライフ（マディー）
- スイート・ライフ オン・クルーズ（マディー）
- ハイスクール・ミュージカル シリーズ（シャーペイ・エヴァンス）
  - ハイスクール・ミュージカル
  - ハイスクール・ミュージカル2
  - ハイスクール・ミュージカル ザ・ムービー
  - シャーペイのファビュラス・アドベンチャー

- フィニアスとファーブ シリーズ（キャンディス・フリン）
- フィニアスとファーブ: キック ザ・びっくりボーイ
- フィニアスとファーブ/ザ・ムービー
- マイロ・マーフィーの法則（キャンディス）(コラボエピソードのみ出演)

#### 映画
- アイドルとデートする方法（英語版）（キャシー〈ジニファー・グッドウィン〉）
- あなたとのキスまでの距離（ソフィー〈フェリシティ・ジョーンズ〉）
- アフターショック（イリーナ）
- アメリカン・ピーチパイ（ヴァイオラ〈アマンダ・バインズ〉）
- エージェント・スミス（スーザン・スミス〈エミリア・クラーク〉）
- エーミールと探偵たち（ポニー）
- エリザベス∞エクスペリメント（エリザベス〈アビー・リー・カーショウ〉）
- オクテな僕のラブ・レッスン（アニー〈ブルック・ドーセイ〉）
- きっと、星のせいじゃない。（ヘイゼル・グレイス・ランカスター〈シャイリーン・ウッドリー〉）
- グラスハウス（友人）
- コールド・ハート（ベック）
- この世に私の居場所なんてない（ルース〈メラニー・リンスキー〉）
- サマリア（チェヨン〈ハン・ヨルム〉）
- サラエボの花（サラ〈ルナ・ミヨヴィッチ〉）
- JIGSAW デッド・オア・アライブ（ホリー）
- シャッター（ジェーン〈レイチェル・テイラー〉）
- センターステージ2 ダンス・インスピレーション!（ケイト）
- デイ・アフター 首都水没（クレア・ナッシュ）
- テンプル騎士団 失われた聖櫃（カトリーヌ）
- テンプル騎士団 聖杯の伝説（カトリーヌ）
- ドクター・ドリトル2（シャリース・ドリトル）※テレビ朝日版
- トレマーズ3（ミンディ・スタングッド〈アリアナ・リチャーズ〉）
- ビバリーヒルズ・チワワ（レイチェル）
- 百万長者の初恋（チェ・ウナン〈イ・ヨニ〉）
- ふたりのトスカーナ（ペニー）
- ベッドタイム・ストーリー
- リトル・ミス・サンシャイン（オリーヴ〈アビゲイル・ブレスリン〉）
- レニー・ハーリン コベナント 幻魔降臨（サラ）

#### ドラマ
- ある素敵な日（ク・ヒョジュ）
- ALPHAS/アルファズ（トレイシー〈タチアナ・マスラニー〉）
- アンネの日記（アンネ・フランク〈エリー・ケンドリック〉）
- WITHOUT A TRACE/FBI 失踪者を追え!3 #11（タラ）
- ウェディング（イ・セナ〈チャン・ナラ〉）
- 宇宙船レッド・ドワーフ号（エジントン教授〈シドニー・スティーヴンソン〉）
- 救命医ハンク2 セレブ診療ファイル（ナタリー・ウィリアムズ）
- クリミナル・マインド3 FBI行動分析課 #16（ジョーダン）
- 刑事フォイル（アン・ロバーツ）
- CSI:マイアミ9（ニーナ・カスティーヨ）
- 孫子兵法（国莫離）
- 太王四神記（スジニ / セオ〈イ・ジア〉）
- 超能力ファミリー サンダーマン シーズン1 #09（エイベリー）
- 天龍八部（阿紫）
- ナース・ジャッキー4（患者）
- 裸足の青春（スファ〈キム・ジョンア〉）
- ホテル・バビロン #5（レイチェル）
- 魔術師 MERLIN（フレイヤ）
- ヤング・スーパーマン（クロエ・サリバン〈アリソン・マック〉）
- 私はラブ・リーガル（デビー・ドブキンズ）
- ピックル・ストーム 異世界からの転校生（2025年、ライストラ〈ドナ・プレストン〉[11]）

#### アニメ
- 劇場版ムーミン パペット・アニメーション〜ムーミン谷の夏まつり〜（スノークのおじょうさん）
- 腰抜けヒーロー大冒険!!（エロイーズ）
- スヌーピーと幸せのブランケット（ルーシー・ヴァンベルト）

#### テレビ番組
- セサミストリート ※NHK版もしくはテレビ東京版のどれか[12]

### ナレーション
- NNNドキュメント（不定期）
  - 「ガチンコ人生 土俵の上の絆」 （制作：静岡第一テレビ、放送：2007年4月16日）[13]
  - 「18万人の政権交代 母子加算はこうして復活した」 （制作：日本テレビ、放送：2009年11月30日）[14]
  - 「カツドウカ、政府へ 反貧困・湯浅誠の1年」 （制作：日本テレビ、放送：2010年2月22日）[15]
  - 「わらいびと 桜守りと3000人の笑顔の山」 （制作：南海放送、放送：2013年4月22日）[16]
  - 「フツーに生きたい おっしゃん先生と2度目の巣立ち」 （制作：テレビ信州、放送：2013年10月13日）[17]
  - 「反骨のドキュメンタリスト 大島渚 『忘れられた皇軍』という衝撃」 （制作：日本テレビ、放送：2014年1月14日）[18]
  - 「KOIに恋して 世界へ売る! “泳ぐ宝石”」 （制作：福岡放送、放送：2015年6月14日）[19]
  - 「シリーズ 戦後70年 平和宣言 〜ヒロシマは語る〜」 （制作：広島テレビ、放送：2015年8月3日）[20]
  - 「シリーズ 戦後70年 これが最後です さようなら 〜北のひめゆりへ祈りを〜」 （制作：札幌テレビ放送、放送：2015年8月31日）[20]
  - 「標高3000mの命 ライチョウからの警告」 （制作：山梨放送・北日本放送、放送：2015年12月21日）[21]
  - 「ツルの子 八代の子」 （制作：山口放送、放送：2016年1月4日）[22]
  - 「それでも・・・会いたい 〜児童養護施設の子どもたち〜」 （制作：日本テレビ、放送：2016年4月10日）[23]
  - 「移住女子 〜私がムラを選んだ理由〜」 （制作：テレビ新潟、放送：2016年9月4日）[24]
  - 「斉藤さんちの豆腐 〜笑顔満載！はたらく障害者〜」 （制作：北日本放送、放送：2016年10月23日）[25]
  - 「コイズミワー 〜守り人マタギとクマ〜」 （制作：山形放送、放送：2016年11月20日）[26]
  - 「うっちゃれ！ 青森・泣き虫相撲部の挑戦」 （制作：青森放送、放送：2017年1月15日）[27]
  - 「私を見て  ミナマタから世界へ  魂の叫び」 （制作：くまもと県民テレビ、放送：2017年10月29日）[28]
  - 「駅伝ガールズ  雑草集団  10年のキセキ」 （制作：南海放送、放送：2017年11月12日）[29]
- 「news every.」（日本テレビ）
- 「にっぽん水紀行」（BS日テレ）
- 「にっぽん水紀行 冬景色」（BS日テレ）
- 「にっぽん水紀行II」（BS日テレ）
- 「KID'S ビーンズ」（BS日テレ）※顔出し出演も
- 「ニッポンいいもの再発見!」（BS日テレ）
- 「文学道中　旅のススメ」（BS日テレ）
- 「ワンダーナイト2」（BS朝日）
- 「環境保護キャンペーン」(NHK)
- 「プレマップ」(NHK)
- 「文明の道　二大展」(NHK)
- 「さわやか自然百景」(NHK)
- 「リアルタイム」（日本テレビ）
- 「ニュースプラス1」（日本テレビ）
- 幻想神話回廊・謎とロマンの旅、出雲へ…「出雲地方に現在も残る古代ロマンを巡る旅」（BS朝日）
- サキヨミLIVE（フジテレビ）
- 趣味悠々 「今年こそパソコンの達人」(NHK)
- 不思議探求バラエティー ザ・世界ワンダーX（TBS）[30]
- 林先生が驚く初耳学!（MBS）[31]
- TUFルポルタージュ 「ふつうの家族 ある障がい者夫婦の22年」 （テレビユー福島、2014年）[32][注 2]
- はやぶさ2 あの感動をもう一度 〜“宇宙に一番近い島”から見た新たな挑戦〜 （BS朝日、2015年）[35]
- 生死を分けたその瞬間 体感!奇跡のリアルタイム （読売テレビ、2015年）[36]
- 憲法記念日特集 「安全保障法制を問う」（NHK総合テレビ・ラジオ第1、2015年）[37][38][注 3]
- 地方のススメ! 〜地方の元気最前線〜 （BS日テレ、2015年）[39]
- 未来へ届け! 嵐と高校生たちの歌声 （日本テレビ、2015年）[40]
- FNN報道特別番組 今年のニュース決定版!2015 （フジテレビ、2015年）[41]
- “なでしこ”澤穂希 〜走り抜いたサッカー人生〜 （NHK BS1、2016年）[42]
- 実録!THEスパイ!!（TBS、2016年11月30日）
- 水トク!「戦後重大事件の新事実2017〜事件発生から〇年〜」（TBS、2017年11月29日）
- 「マザーズ “縁組み家族”君がくれた幸せ」（中京テレビ、2018年10月14日）[43]

### CM
- メットライフ生命（ルーシー・ヴァンベルトの声）